# Ivogün Mária
Ivogün Mária (született Kempner) (Budapest, 1891. november 18. – Beatenberg, Svájc, 1987. október 3.) magyar opera-énekesnő (szoprán), Mozart műveinek avatott tolmácsolója.

## Életpályája
Egy osztrák-magyar ezredes, Kempner Pál, valamint az osztrák operett-énekesnő Ida von Günther leánya, művésznevét anyja nevéből kreálta (Ida VOn GÜNther), aki másodszorra egy svájci férfihoz ment férjhez, így Mária gyermek- és ifjúkora nagy részét Zürichben töltötte. Tanulmányait 1909-ben (más források szerint már 1907-ben) a Bécsi Zeneakadémián Irene Schlemmer-Ambrosnál éneklést, Frauscher és Stoll professzoroknál színészetet tanult.
A fiatal szopránt 1913-ban a bécsi Staatsoper elutasította,
de Bruno Walter fő-zeneigazgató felismerve kivételes tehetségét, beajánlotta a Bajor Nemzeti Színházba. Bár Ivogün eredetileg kisebb német színházaknál szerette volna karrierjét kezdeni, végül mégis Münchenben debütált Mimiként Puccini Bohéméletében. Három évvel később, 1916-ban az Ariadné Naxos szigetén felújításában Bécsben Zerbinettát énekelte Richard Strauss zeneszerző kifejezett kívánságára. Ugyanebben az évben, egy beteg énekesnő helyett beugorva, Mozart Varázsfuvolájának éj királynője szerepében Ivogün nagy figyelmet keltett, ami megalapozta későbbi sikereit.
1917-ben elnyerte a Bajor Királyi Kamara énekesnője címet. Ugyanebben az évben ő énekelte Ighino szerepét Pfitzner Palestrina című operája ősbemutatóján Karl Erb(1877-1958), a címszereplő tenor oldalán, aki 1921-ben feleségül is vette. A művészpár az énekművészeti sajtó, és a közönség körében frenetikus lelkesedést váltott ki.
Két másik fontos ősbemutatón is főszerepet énekelt Münchenben: Laurát a Polycrates gyűrűjében, az akkor tizenkilenc éves Erich Wolfgang Korngold darabjában (1916. március 28.), és Fülemülét Walter Braunfels A madarakjában (1920. december 4.). Az 1925/1926-os szezonban az immár híres szoprán Bruno Waltert követte a Städtische Oper Berlinbe. 1932-ig ott maradt az együttes állandó tagjaként, akkor elvált Erbtől, majd 1933-ban hozzáment a zongorista Michael Rauchhoz.
Számos koncert- és vendégszereplése következett, mind Németországban, mind külföldön. Fellépett a Milánói Scalában, a Bécsi Staatsoperben, a londoni Covent Gardenben, a Chicagói Operában, a New York-i Metben. A Salzburgi Ünnepi Játékokon 1930-ban a Don Pasquale Norináját alakította.
Szembetegsége 1932-ben operaénekesi, majd 1934-ben dalénekesi karrierjét is elvágta.
1948-tól 1950-ig a bécsi zeneakadémián tanított, majd Berlinben volt egyetemi zenetanár. Élete alkonyát ismét Svájcban töltötte. Utolsó nyughelyére második férje, Michael Rauch szülővárosában, Rainban, a Svábföldön, Bajorországban lelt.

## Pályája értékelése

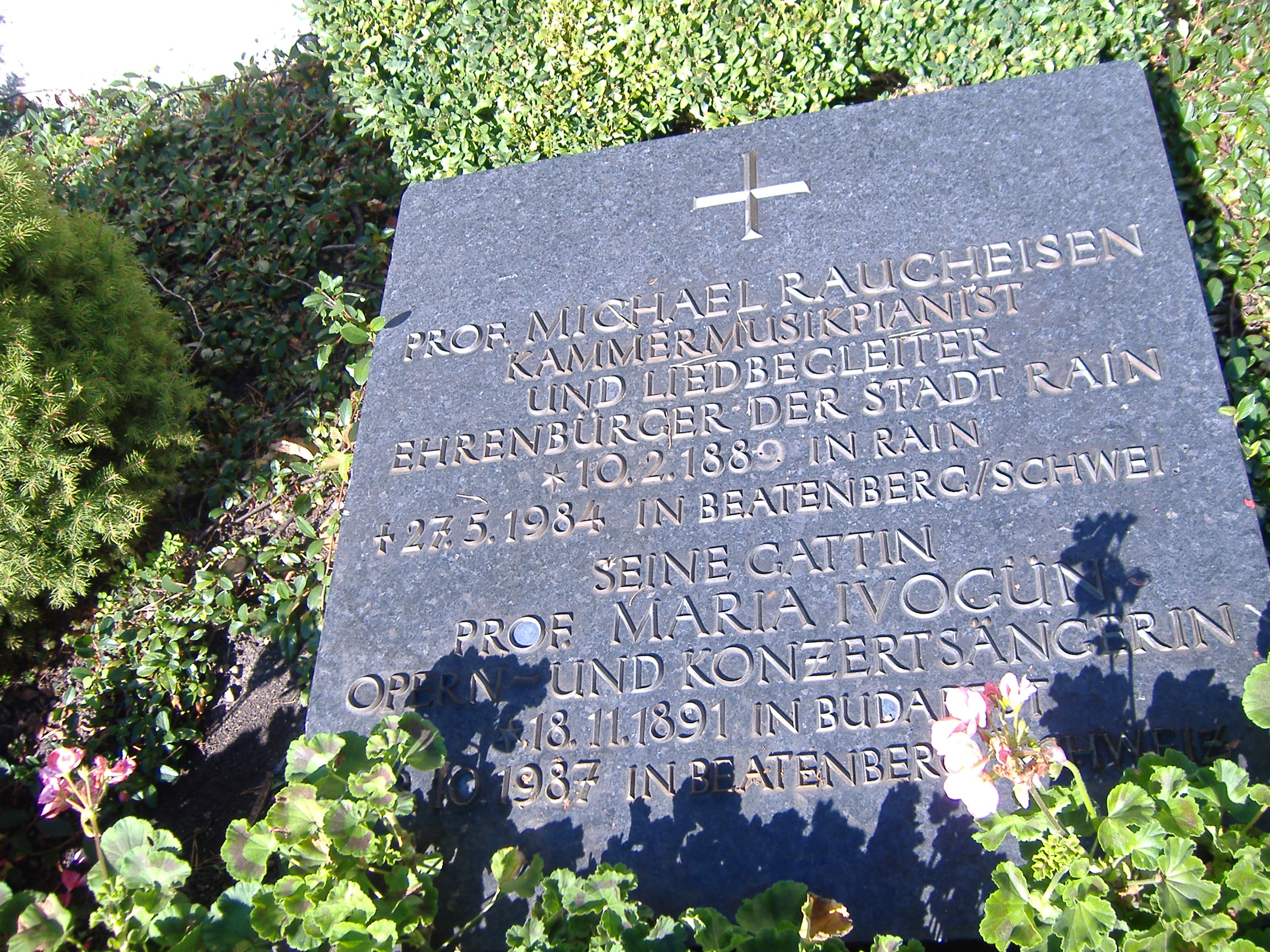
A művésznő sírja

A szoprán Ivogün a 20. század jelentős operaénekesének számít. A két világháború közötti időszakban, Európa-szerte híres operaelőadások főszereplője volt, nem csak Németországban. Számos hanglemezfelvétele (beleértve az első férjével együtt készülteket is) egészítik ki művészeti tevékenységét.
Tanárként és mentorként sok híresség pályáját egyengette, többek között az operaénekes Elisabeth Schwarzkopf, Rita Streich, Evelyn Lear, Thea Linhard, Renate Holm, Helga Kosta. Az 1950-es években a népszerű slágerénekesnő Gitta Lind is az „Opera díva” növendéke volt.

## Diszkográfia (válogatás)
- Maria Ivogün – Az Odeon-teljes – 17 kiadatlan mű 1916–19
- Az Aranyhang – Maria Ivogün

## Fordítás
- Ez a szócikk részben vagy egészben  a   Maria Ivogün című német Wikipédia-szócikk ezen változatának fordításán alapul.  Az eredeti cikk szerkesztőit annak laptörténete sorolja fel. Ez a jelzés csupán a megfogalmazás eredetét és a szerzői jogokat jelzi, nem szolgál a cikkben szereplő információk forrásmegjelöléseként.